# Karlijn Woons
Karlijn Woons (Purmerend, 13 juli 2005) is een voetbalspeelster uit Nederland. Ze speelt als verdediger voor AZ.

## Clubcarrière
Woons begon met voetballen op vijfjarige leeftijd bij ZOB. Op haar dertiende maakte ze de overstap naar de jeugdacademie van VV Alkmaar. In 2022 maakte Woons definitief de overstap naar het eerste elftal van de club uit Alkmaar.
Op 21 januari 2022 maakte Woons haar debuut voor VV Alkmaar in de Vrouwen Eredivisie in een uitwedstrijd tegen Feyenoord die met 2-1 verloren werd. Woons mocht in de 87ste minuut invallen voor Kim Smal.
Sinds het seizoen 2022/23 heeft Woons een basisplaats bemachtigd bij VV Alkmaar en sinds het seizoen 2023/24 bij AZ na de overname. Op 10 november 2024 maakte Woons haar eerste doelpunt in de Vrouwen Eredivisie in een uitwedstrijd tegen Fortuna Sittard. Woons tekende op 11 april 2025 een nieuw contract dat haar tot medio 2027 verbonden houdt aan de club uit Alkmaar.

## Statistieken
| Seizoen | Club       | Land      | Competitie         | Wedstrijden | Doelpunten |
| ------- | ---------- | --------- | ------------------ | ----------- | ---------- |
| 2021/22 | VV Alkmaar | Nederland | Vrouwen Eredivisie | 1           | 0          |
| 2022/23 | VV Alkmaar | Nederland | Vrouwen Eredivisie | 16          | 0          |
| 2023/24 | AZ         | Nederland | Vrouwen Eredivisie | 22          | 0          |
| 2024/25 | AZ         | Nederland | Vrouwen Eredivisie | 19          | 1          |
| Totaal  | Totaal     | Totaal    | Totaal             | 58          | 1          |

Laatste update: 11 april 2025